# Стівенс (округ, Оклахома)
Шаблон:StateAbbr_ 34°29′ пн. ш. 97°52′ зх. д. / 34.48° пн. ш. 97.86° зх. д.
Округ  Стівенс (англ. Stephens County) — округ (графство) у штаті  Оклахома, США. Ідентифікатор округу 40137.

## Історія
Округ утворений 1907 року.

## Демографія
За даними перепису 
2000 року 
загальне населення округу становило 43182 осіб, зокрема міського населення було 24388, а сільського — 18794.
Серед мешканців округу чоловіків було 20894, а жінок — 22288. В окрузі було 17463 домогосподарства, 12591 родин, які мешкали в 19854 будинках.
Середній розмір родини становив 2,91.
Віковий розподіл населення поданий у таблиці:
| Стать    | До 15 років | 15-21 | 22-29 | 30-39 | 40-49 | 50-65 | 65-85 | Понад 85 |
| -------- | ----------- | ----- | ----- | ----- | ----- | ----- | ----- | -------- |
| Чоловіки | 4429        | 2085  | 1781  | 2584  | 3185  | 3448  | 3101  | 281      |
| Жінки    | 4167        | 1974  | 1697  | 2777  | 3314  | 3759  | 3861  | 739      |

## Суміжні округи
- Грейді — північ
- Гарвін — північний схід
- Картер — південний схід
- Джефферсон — південь
- Коттон — південний захід
- Команчі — північний захід

## Виноски
1. ↑  U.S. Decennial Census. United States Census Bureau. Процитовано 22 лютого 2015.
2. ↑  Historical Census Browser. University of Virginia Library. Архів оригіналу за 11 серпня 2012. Процитовано 22 лютого 2015.
3. ↑  Forstall, Richard L., ред. (27 березня 1995). Population of Counties by Decennial Census: 1900 to 1990. United States Census Bureau. Процитовано 22 лютого 2015.
4. ↑  Census 2000 PHC-T-4. Ranking Tables for Counties: 1990 and 2000 (PDF). United States Census Bureau. 2 квітня 2001. Процитовано 22 лютого 2015.
5. ↑  State & County QuickFacts. United States Census Bureau. Архів оригіналу за 6 червня 2011. Процитовано 13 листопада 2013. [Архівовано 2011-06-06 у Wayback Machine.](англ.) Наведено за англійською вікіпедією.
6. ↑  American FactFinder. Бюро перепису населення США. Архів оригіналу за 26 лютого 2012. Процитовано 31 січня 2008. [Архівовано 2008-05-21 у Wayback Machine.]

| США | Це незавершена стаття з географії США. Ви можете допомогти проєкту, виправивши або дописавши її. |